# Comuna Dobrosîn, Jovkva
Dobrosîn (în ucraineană Добросин) este o comună în raionul Jovkva, regiunea Liov, Ucraina, formată din satele Dobrosîn (reședința), Kacimari, Pidderevenka, Pîlî și Zarîșce.

## Demografie
Componența lingvistică a comunei Dobrosîn
     Ucraineană (99,93%)
     Alte limbi (0,04%)
Conform recensământului din 2001, majoritatea populației comunei Dobrosîn era vorbitoare de ucraineană (99,93%), existând în minoritate și vorbitori de alte limbi.